# Нащёкинский сельсовет (Тамбовская область)
Нащёкинский сельсовет — муниципальное образование со статусом сельского поселения в составе Бондарского района Тамбовской области Российской Федерации
Административный центр — село Верхнее Нащёкино.

## История
В соответствии с Законом Тамбовской области от 17 сентября 2004 года № 232-З установлены границы муниципального образования и статус сельсовета как сельского поселения.

## Население
| 2010 | 2012  | 2013  | 2014 | 2015 | 2016 | 2017 |
| ---- | ----- | ----- | ---- | ---- | ---- | ---- |
| 1051 | ↘1018 | ↘1005 | ↘948 | ↘890 | ↘876 | ↘852 |
| 2018 | 2019  | 2020  | 2021 |      |      |      |
| ↘851 | ↘825  | ↘811  | ↘755 |      |      |      |

## Состав сельского поселения
| № | Населённый пункт | Тип населённого пункта       | Население |
| - | ---------------- | ---------------------------- | --------- |
| 1 | Верхнее Нащёкино | село, административный центр | ↘366      |
| 2 | Гусевка          | деревня                      | ↘20       |
| 3 | Ерзовка          | деревня                      | →5        |
| 4 | Зименка          | село                         | ↘36       |
| 5 | Нижнее Нащёкино  | село                         | ↘151      |
| 6 | Озёрный          | посёлок                      | ↘364      |
| 7 | Плетни           | деревня                      | →0        |
| 8 | Свищёвка         | деревня                      | ↘25       |
| 9 | Степной          | посёлок                      | ↘11       |